# Студений (Нижньотагільський міський округ)
Студе́ний (рос. Студёный) — селище у складі Нижньотагільського міського округу Свердловської області.
Населення — 91 особа (2010, 87 у 2002).
Національний склад станом на 2002 рік: росіяни — 90 %.